# Радолища
Радолища (произнасяно в региона Радолишча, на македонска литературна норма: Радолишта; на албански: Ladorishti) е село в Северна Македония, в община Струга.

## География
Селото е разположено на четири километра западно от Струга, в югозападния край на Стружкото поле, в най-южните склонове на планината Ябланица.

## История

### Античност
Край селото е открита раннохристиянска трикорабна базилика с една полукръгла апсида при средния кораб, тройно разчленен нартекс, екзонартекс без колонада на западната страна и помещения отстрани на южния кораб и двата притвора, която е датирана към VI век.

### Етимология
Според академик Иван Дуриданов етимологията на името е от първоначален патроним на -ишти < -itji от личното име Радол, Радул. Формата Радовлища, която се среща в 1342 - 1345 година, е с епентетично л след в под сръбско влияние.

### Средновековие
Селото е споменато в грамота на Стефан Душан от 1342 - 1345 година: Оу Радов'лиштєхь црьквь Светаа Богородица.

### В Османската империя
В XIX век Радолища е окончателно албанизирано. Последен православен свещеник в селото е поп Янче, баща на архимандрит Дионисий Поповски.
В „Етнография на вилаетите Адрианопол, Монастир и Салоника“, издадена в Константинопол в 1878 година и отразяваща статистиката на населението от 1873 година, Радолища е посочено три пъти - веднъж като Родолища (Rodolischta) с 45 домакинства и 72 жители мюсюлмани и 50 българи, втори път като Радоища (Radoïschta) с 85 домакинства и 230 българи и трети път като Радолища (Radolischta) с 25 домакинства и 70 мюсюлмани.
Според статистиката на Васил Кънчов („Македония. Етнография и статистика“) в 1900 Радолища има 700 жители арнаути мохамедани.
На Етнографската карта на Битолския вилает на Картографския институт в София от 1901 година Радолища е чисто албанско село в Охридската каза на Битолския санджак с 80 къщи.

### В Сърбия, Югославия и Северна Македония
След Междусъюзническата война в 1913 година селото попада в Сърбия.
Според преброяването от 2002 година селото има 3119 жители.
| Националност     | Всичко |
| северномакедонци | 1      |
| албанци          | 3085   |
| турци            | 1      |
| роми             | 0      |
| власи            | 0      |
| сърби            | 1      |
| бошняци          | 0      |
| други            | 32     |

## Личности
Родени в Радолища
- Венера Лимани (р. 1991), албанска певица
- Керим Мемедали Ходжа (1924 – 1991), албански писател